# Krešimir Galović
Krešimir Galović (Osijek, 26. kolovoza 1966.), hrvatski je povjesničar umjetnosti.

## Životopis
Krešimir Galović rođen je u Osijeku 1966. godine. Proučava povijest hrvatske arhitekture te piše o temama hrvatske arhitekture 20. stoljeća. Objavio je niz stručnih prikaza i članaka u časopisima i novinama kao što su Peristil, Čovjek i prostor, Arhitektura, Kontura, Jutarnji list, Vijenac i drugima. Suradnikom je biblioteke Psefizma za koju je objavio nekoliko naslova iz povijesti hrvatske arhitekture u seriji "Skice i crteži - Viktor Kovačić, Vjekoslav Bastl, Edo Šen i Stjepan Podhorsky", te pogovor za knjigu Zdenka Strižića O stanovanju- Arhitektonsko projektiranje I i II. Napisao je metodološki priručnik za nastavnike likovnoga odgoja, Uvod u likovni govor. Od 1997. do 2000. godine s Vinkom Penezićem, Krešimirom Roginom i Ivanom Muckom uređivao je časopis Čovjek i prostor, a nakon toga je suradnikom u matičinom časopisu Vijencu gdje je s Vinkom Penezićem uređivao rubriku "Prostor i čovjek". Od 2004. godine u Matici hrvatskoj u Odjelu za povijest umjetnosti, etnologiju, arheologiju i arhitekturu načelnik je odsjeka za arhitekturu. Viši je stručni savjetnik Uprave za zaštitu kulturne baštine u Ministarstvu kulture Republike Hrvatske. Potpisnik je Deklaracije o zajedničkom jeziku, u kojoj se tvrdi da se u Hrvatskoj, Bosni i Hercegovini, Srbiji i Crnoj Gori govore nacionalne standardne varijante zajedničkog policentričnog standardnog jezika.

## Djela
- Apokalypsa croatika, (ilustracija i design Admir Ibrahimović), Sveučilišna naklada, Zagreb, 1992.
- Klub Hrvatskih arhitekata u Zagrebu: 1905. – 1914.: povijest kluba: katalog radova i građe iz fundusa Ministrastva kulture RH, Ministarstvo kulture Republike Hrvatske, Zagreb, 2010.[4]
- Slike baštine - između dokumentacije i umjetnosti, Ministarstvo kulture Republike Hrvatske, Zagreb, 2012. (Ostali autori tekstova Milan Pelc i Marina Juranović Tonejc. Gl. ur. Zlatko Uzelac, fotografije Zoran Bogdanović i Krešimir Galović, prijevod na engleski Christina Sekereš.)[5]
- Viktor Kovačić: otac hrvatske moderne arhitekture, EPH Media, Zagreb, 2015.

## Vanjske poveznice
- Krešimir Galović, Suvremena hrvatska arhitektura 1. Vrhunska ostvarenja i poneki promašaj  Arhivirana inačica izvorne stranice od 12. lipnja 2009. (Wayback Machine), Vijenac, broj 251, 16. listopada 2003.
- Krešimir Galović, Povijest Trga Petra Preradovića. Iz 19. u 21. stoljeće?  Arhivirana inačica izvorne stranice od 2. travnja 2015. (Wayback Machine), Vijenac, broj 342, 12. travnja 2007.